# Globosomyces
Globosomyces är ett släkte av svampar. Globosomyces ingår i ordningen Polyporales, klassen Agaricomycetes, divisionen basidiesvampar och riket svampar.
|              | Polyporaceae                              |
|              |                                           |
|              | Phanerochaetaceae                         |
|              |                                           |
|              | Meruliaceae                               |
|              |                                           |
|              | Meripilaceae                              |
|              |                                           |
|              | Limnoperdaceae                            |
|              |                                           |
|              | Grammotheleaceae                          |
|              |                                           |
|              | Ganodermataceae                           |
|              |                                           |
|              | Fomitopsidaceae                           |
|              |                                           |
|              | Cystostereaceae                           |
|              |                                           |
|              | Sparassidaceae                            |
|              |                                           |
|              | Tubulicrinaceae                           |
|              |                                           |
|              | Xenasmataceae                             |
|              |                                           |
|              | Taiwanofungus                             |
|              |                                           |
|              | Repetobasidiopsis                         |
|              |                                           |
|              | Phlebiella                                |
|              |                                           |
|              | Globuliciopsis                            |
|              |                                           |
|              | Lepidostroma                              |
|              |                                           |
|              | Crustodontia                              |
|              |                                           |
|              | Crystallocystidium                        |
|              |                                           |
|              | Irpicochaete                              |
|              |                                           |
|              | Nigrohydnum                               |
|              |                                           |
| Globosomyces | \| \| Globosomyces aggregatus \| \| \| \| |
|              | \| \| Globosomyces aggregatus \| \| \| \| |
|              | Globosomyces aggregatus                   |
|              |                                           |

|  | Globosomyces aggregatus |
|  |                         |